# Выр (водопад)
Выр (укр. Вир) — водопад на реке Горный Тикич в Уманском районе Черкасской области Украины, вблизи посёлка Буки. Высота водопада — 2 метра. Водопад расположен в месте протекания реки Горный Тикич через выходы гранитов.
Водопад имеет искусственное происхождение. Он являлся частью гидротехнических сооружений расположенной поблизости Букской ГЭС, одной из первых на Украине малых ГЭС, строения которой частично сохранились до наших дней.
Ниже по течению от водопада начинается Букский каньон.
В 1972 году водопад Выр получил статус гидрологического памятника природы местного значения.